# Strmec pri Leskovcu
Strmec pri Leskovcu este o localitate din comuna Videm, Slovenia, cu o populație de 69 de locuitori.